# خولة مطر
خولة مطر أول امرأة بحرينية ترأس تحرير صحيفة يومية هي صحيفة الوقت ، وكانت تشغل منصب مدير المركز الإعلامي الإقليمي للأمم المتحدة في القاهرة بدأت حياتها العملية كصحفية، حيث عملت مراسلة لعدد من الصحف العربية ووكالات الأنباء والمحطات التلفزيونية الأجنبية والعربية كصحيفة الخليج الإماراتية، ووكالة أنباء الأسوشيتدبرس وتلفزيون بي بي سي ومركز تلفزيون الشرق الأوسط.

## التعليم
حصلت خولة مطر على شهادة الثانوية العامة من مدرسة خولة الثانوية للبنات، 1974. وحصلت على بكالوريوس إعلام وصحافة، جامعة إركنساس، الولايات المتحدة الأميركية، 1981. وحصلت على ماجستير سوسيولوجيا الإعلام، جامعة درم، بريطانيا، 1987. ودكتوراه في سوسيولوجيا الإعلام، جامعة درم، 1992.

## الحياة العملية
1. محررة ومراسلة لصحيفة «الخليج» الإماراتية (1981 - 1983).
2. صحافية ومحررة صفحة المجتمع بصحيفة «أخبار الخليج» البحرينية (1983 - 1984).
3. مراسلة ورئيسة قسم التصوير بمكتب وكالة «الاسوشيتدبرس» في منطقة الخليج (1984 - 1987).
4. مديرة تحرير مجلة «بانوراما الخليج» البحرينية (1987 - 1989).
5. عملت أيضاً مع كل من تلفزيون «إل بي بي سي»، وقامت بتغطيات صحفية في مناطق مثل اليمن، جيبوتي، لبنان، والبوسنة والهرسك.
6. مراسلة ومحررة الشئون السياسية بمركز تلفزيون الشرق الأوسط (إم بي سي) (1991 - 1993).
7. المسئولة الإعلامية في المجلس العربي للطفولة والتنمية (1993 - 1995).
8. المسئولة الإعلامية في المكتب الإقليمي لمنظمة العمل الدولية (1996 - 2005).
9. رئيسة تحرير صحيفة «الوقت» (2005 - 2006).
10. الخبيرة الإقليمية - إعلان المبادئ والحقوق الأساسية في العمل بالمكتب الإقليمي لمنظمة العمل الدولية، 2006.
11. مدير المركز الإعلامي للأمم المتحدة (UNIC)، القاهرة 2009.
12. شاركت في العام 2011، في وضع تقرير عن أوضاع حقوق الإنسان في تونس ضمن لجنة رفيعة المستوى من المفوضة السامية لحقوق الإنسان في الأمم المتحدة.
13. وكانت المتحدثة باسم المبعوث الدولي الخاص إلى سورية الأخضر الإبراهيمي عام 2012